# Zoroastro Artiaga
Zoroastro Artiaga (Curralinho, hoje Itaberaí, 29 de maio de 1891 – Goiânia, 26 de fevereiro de 1972) foi um escritor, professor, historiador, geógrafo e jornalista brasileiro e o primeiro diretor do Museu Zoroastro Artiaga em Goiânia, capital de Goiás, que só recebeu esse nome muitos anos depois. Foi assíduo colaborador da Revista Brasília, editada entre 1952 e 1954, em Goiânia, Goiás, por Lisita Júnior. A publicação tinha como meta principal o cumprimento do dispositivo constitucional de levar a capital federal para o Planalto Central. O acervo da mesma, digitalizado, encontra-se disponível na hemeroteca do IHGG, Instituto Histórico e Geográfico de Goiás.

## Biografia
Filho de Virgílio Pereira Artiaga e de Jovita Inocência Furtado de Lima Artiaga, iniciou seus estudos em Itaberaí (à época chamada de Curralinho), prosseguindo-os na velha capital do estado, Cidade de Goiás. Formou-se advogado pela Faculdade de Direito de Goiás.
Trabalhou inicialmente de auxiliar de escritório dos Correios e Telégragos e, mais tarde, de telegrafista, transferindo-se para Catalão em 1915, onde fundou o jornal político e combativo O Novo Horizonte que durou por oito anos. Em seguida, foi Escrivão da Delegacia Regional e teve de se mudar de Catalão por perseguição política e o "empastelamento" de seu jornal. Acabou se mudando novamente para a Cidade de Goiás, onde ocupou inúmeros cargos de renome, dentre eles nota-se Diretor da Imprensa Oficial do Estado, Diretor do Departamento Estadual de Cultura, Secretário Regional de Geografia, além de muitos outros.
Casou-se com a escritora Araci Monteiro Artiaga, filha do crítico jornalista Benedito Monteiro Guimarães.
Dentre seus mais importantes feitos, podemos citar que foi um dos fundadores da Associação Goiana de Imprensa (AGI), da Seção Goiás da União Brasileira de Escritores (UBE), foi também Presidente do Instituto Histórico e Geográfico de Goiás (IHGG) e Presidente da Academia Goiana de Letras (AGL). Além disso, foi um dos idealizadores do Museu Estadual de Goiás, que hoje leva seu nome por ter sido o primeiro diretor. Em 1971, então com 80 anos de idade, retornou à direção do museu, mas faleceu meses depois em 1972.
Jornalista nato, fundava um jornal em cada cidade que passava. Colaborou com jornais como A Folha de Goyaz, O Popular e Cinco de Março, de Goiânia.